# Hoplolaophonte aculeata
Hoplolaophonte aculeata är en kräftdjursart som beskrevs av Hamond 1973. Hoplolaophonte aculeata ingår i släktet Hoplolaophonte och familjen Laophontidae. Inga underarter finns listade i Catalogue of Life.